# 194e régiment d'artillerie
Pour les articles homonymes, voir 194e régiment.
Le 194e régiment d'artillerie lourde à tracteurs (194e RALT) est un régiment de l'Armée de terre française créé en 1924, dissous une première fois en 1929 puis recréé au début de la Seconde Guerre mondiale.

## Création et différentes dénominations
- 1924 : création
- 1929 : dissous
- 1939 : recréation
- 1940 : dissous

## Historique des opérations et garnisons du régiment

### Entre-deux-guerres

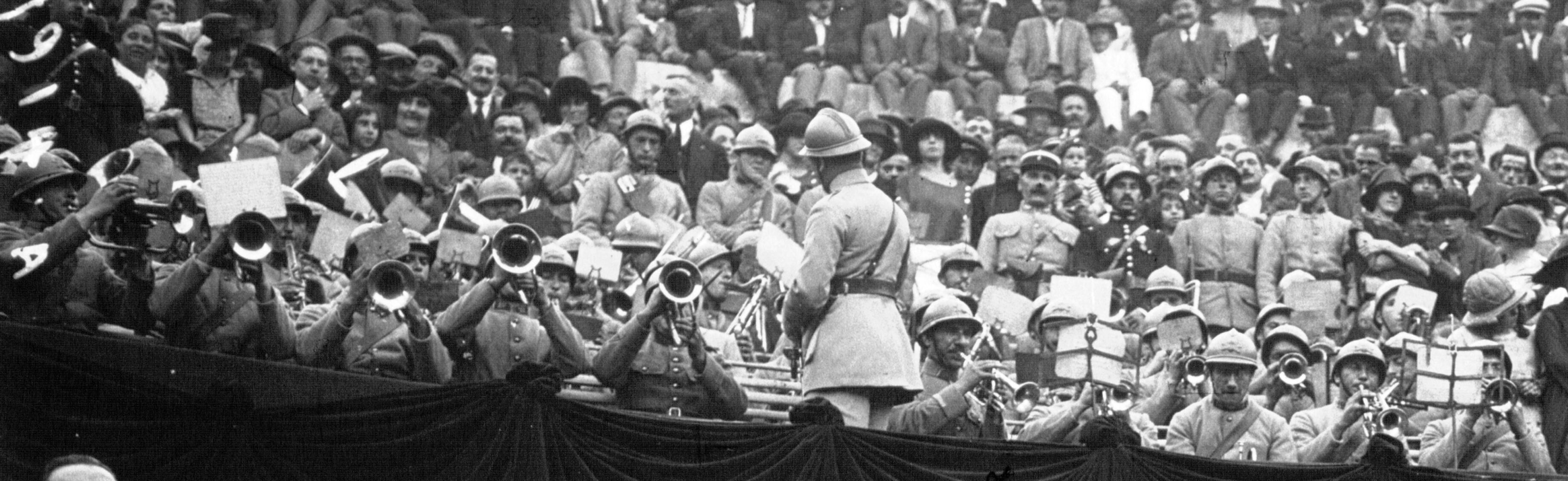
Orchestre des 19e et d'artillerie, octobre 1924.

Le régiment est formé à Nîmes en janvier 1924 à partir du 38e régiment d'artillerie de campagne et du 82e régiment d'artillerie lourde à tracteurs dissous après la réorganisation décidée en 1923. Il est rattaché au 15e corps d'armée.
Le 1er avril 1927, le 194e RALT quitte Nîmes et s'installe en garnison à Draguignan (deux groupes à Nîmes et deux à Draguignan,). Il fusionne dans le 363e régiment d'artillerie lourde portée en 1929.

### Seconde Guerre mondiale
Le 194e RALT est recréé après la mobilisation, le 15 septembre 1939. Formé à Nîmes par le centre mobilisateur d'artillerie no 15, il est constitué de quatre groupes automobiles de canons de 220 C modèle 1916 (en). 
Il rejoint les Vosges, près de Mirecourt, où il stationne jusqu'à la bataille de France. Il est envoyé sur la Somme en mai 1940 puis se replie vers l'Ouest, où il est capturé. Le régiment est dissous en juillet 1940. 

## Traditions

### Étendard

Dessin du revers de l'étendard du d'artillerie.

L'étendard du régiment porte les inscriptions (reprises du 38e régiment d'artillerie) :
- Extrême-Orient 1884-1885
- Madagascar 1895
- Maroc 1912-1913
- La Mortagne 1914
- Verdun 1916
- Saint-Quentin 1918

### Décorations
Le 194e RALT conserve également, dans l'entre-deux-guerres, la fourragère aux couleurs de la croix de guerre 1914-1918 gagnée par le 38e régiment.

### Insigne
Conçu en 1939, l'insigne du régiment présente, dans un disque bleu bordé de rouge, un éléphant noir tenant un obus rouge avec une amorce noire. Les contours sont couleur or.